# اسپرینگ کریک (نوادا)
اسپرینگ کریک، نوادا (به انگلیسی: Spring Creek, Nevada) یک زیستگاه انسانی و حوزه سرشماری در ایالات متحده آمریکا است که در نوادا واقع شده‌است.

## خصوصیات
اسپرینگ کریک ۱۵۲٫۰ کیلومترمربع مساحت و ۱۲٬۳۶۱ نفر جمعیت دارد و ۱٬۷۲۵ متر بالاتر از سطح دریا واقع شده‌است.